# Обезжиренное молоко
Обезжи́ренное молоко́ (устаревшие варианты — обра́т, снятое молоко) — продукт, получаемый в результате отделения сливок из цельного молока в процессе сепарирования. Сходно по составу с цельным молоком за исключением молочного жира, которого содержит в среднем 0,05 %. Используется как самостоятельный пищевой продукт, как сырьё для изготовления других молочных продуктов, как кормовой продукт (ранее часто возвращалось на фермы после сепарирования для выпоя молодняка, отсюда название «обрат»). Наряду с пахтой (обезжиренными сливками) играет важную роль в безотходной технологии молочной промышленности.

## Свойства и состав
Плотность обезжиренного молока составляет 1030—1035 кг/м³, что несколько выше, чем у цельного (1028—1032 кг/м³), доля воды — в среднем 91,5 % против 87,6 % у исходного сырья. При разбавлении водой обезжиренного молока его плотность снижается приблизительно на 3 кг/м³ при добавлении 10 % воды. При изменениях температуры плотность обезжиренного молока изменяется не столь значительно как у цельного (из-за высокого значения коэффициента теплового расширения молочного жира). Вязкость — от 1,71÷1,75 · 10−3 Па · с, что на 8—15 % ниже вязкости цельного молока. Для обезжиренного молока характерен слегка синеватый оттенок.
Типовое массовое содержание молочного жира — 0,05 %, однако многие стандарты допускают жирность до 0,5 %, притом некоторые производители декларируют сверхнизкие уровни содержания жиров в своей продукции (0,01 % и менее). Остаточный молочный жир находится в высокодисперсном состоянии. Содержание белков в обезжиренном молоке несколько выше, чем в цельном (в среднем 3 % против 2,8 %), содержание углеводов (лактозы) практически неотличимо от содержания в цельном молоке (4,8 %). Общая доля сухих веществ в обезжиренном молоке — около 8,8 % (в нормализованном к массовой доле жира 3,5 % молоке — 11,8 %). При переработке цельного молока основная часть витаминов группы B переходит в обезжиренное молоко, а жирорастворимых витаминов A, D, E — в сливки. Другие витамины, а также прочие вещества и компоненты, содержащиеся в молоке — минеральные соли, органические кислоты, небелковые азотистые соединения, ферменты, гормоны, — переходят в обезжиренное молоко в обычных для исходного сырья пропорциях.
Процессы молочнокислого брожения в обезжиренном молоке в первые 12 часов идут несколько медленнее, чем в цельном (из-за наличия в липопротеиновых оболочках жировых шариков вещества, стимулирующего кислотообразование), но эта разница несущественна с практической точки зрения.

## Питьевое обезжиренное молоко
Как самостоятельный продукт питания в массовом производстве утвердилось во второй половине XX века в связи с популяризацией низкокалорийных и низкохолестериновых диет. Энергетическая ценность питьевого обезжиренного молока почти вдвое ниже, чем у цельного (31 ккал на 100 г против 61 ккал у молока жирности 3,5 %), при этом его вкусовые свойства довольно близки к цельному молоку.
Пастеризация питьевого обезжиренного молока осуществляется при температурах 85—87 °C без выдержки либо при температурах 76—78 °C с выдержкой 20 с, после чего продукт охлаждается до 4 °C и расфасовывается в потребительскую тару. Для обезжиренного питьевого молока не требуется гомогенизация, что отличает процесс его приготовления от прочих видов питьевого молока.
Иногда в питьевое обезжиренное молоко для повышения питательной ценности добавляют молочный белок («белковое обезжиренное молоко»). В СССР массово выпускалось витаминизированное обезжиренное молоко, для которого на 1 л продукта вносился 1 г аскорбиновой кислоты (аналогичный вариант для нормализованного молока включал также жирорастворимые витамины A и D2). Существуют разнообразные продукты на основе обезжиренного молока со вкусовыми добавками, такими как какао, кофе, ванилин, плодово-ягодные сиропы, фруктовые соки, некоторые производители комбинируют добавки и выпускают молочные коктейли сложного состава. На постсоветском пространстве некоторыми предприятиями серийно выпускается также топлёное обезжиренное молоко. В 2000-е — 2010-е годы на массовый рынок выведены питьевые продукты из безлактозного обезжиренного молока, обезжиренного молока с повышенным содержанием кальция, а также продукты с комбинацией этих свойств.

## Сырьё для молочных продуктов
Обезжиренное молоко является побочным продуктом сепарации более ценного продукта — сливок (используемых, в свою очередь, как самостоятельный продукт, либо для производства сливочного масла, сметаны, каймака, молочных десертов), составляя 60—65 % от общей массы сухого вещества исходного цельного молока и около 90 % от общей массы исходного продукта. Использование обезжиренного молока как сырья для изготовления других молочных продуктов является важным элементом безотходной технологии производства молока.
Значительная часть обезжиренного молока перерабатывается в обезжиренное сухое молоко, которое хранится дольше, чем сухое цельное молоко и во многом благодаря этому является важным сырьём как в молочной, так и в хлебобулочной, кондитерской, мясной, масложировой, фармацевтической отраслях промышленности, а также важнейшим для молочной промышленности биржевым товаром (на Чикагской товарной бирже торги сухим обезжиренным молоком ведутся под тикером NM).
На небольших предприятиях обезжиренное молоко идёт также на нормализацию цельного молока — приведение молока к определённому уровню массовой доли содержания жиров, например, 2,5 % или 3,2 %. Сгущение обезжиренного молока используется для выработки ряда молочноконсервных продуктов — сгущённого нежирного молока с сахаром и без сахара, группы сгущённых молочных продуктов с растительными заменителями молочного жира. Казеин и другие виды молочно-белковых полуфабрикатов также как правило вырабатываются из обезжиренного молока.
Спектр кисломолочных продуктов, вырабатываемых из обезжиренного молока, охватывает нежирные варианты как для большинства видов йогуртов, кефиров, простокваш, так и традиционных напитков, таких как катык, кумыс, айран, тан, мацони, традиционных нежирных сыров (чечил, мюзеост), творога (нежирный творог, зернёный творог). Со второй половины XX века ассортимент серийно производимых продуктов на основе обезжиренного молока расширился — появились разнообразные молочные пудинги с пониженным содержанием жиров, обезжиренные творожные продукты, нежирные аналоги популярных сортов сыра. Иногда непосредственно обезжиренное молоко применяется для изготовления ряда сортов мороженого, некоторых видов кондитерских изделий, колбас, детских пищевых смесей, при производстве медицинских препаратов, хотя для этих целей гораздо чаще применяются сухое обезжиренное и цельное молоко.